# Orazio Sola
Orazio Sola (Bazzano, 13 aprile 1908 – ...) è stato un allenatore di calcio e calciatore italiano, di ruolo difensore.

## Carriera
Dopo aver militato nell'A.C. Spilamberto fino al 1931, debutta in Serie B con il Perugia nella stagione 1933-1934, disputando con gli umbri due campionati cadetti per un totale di 60 presenze. In seguito milita nel Savoia di Torre Annunziata vestendo i panni di giocatore/allenatore in seguito alle dimissioni di Pietro Piselli nel marzo 1936. In seguito gioca nello Stabia.
Terminata la carriera da calciatore, resta in Campania allenando l'Avellino nella prima stagione professionistica degli irpini nella Serie C 1945-1946. Guida il Pescara nella stagione 1956-1957.

## Palmarès

### Giocatore

#### Competizioni nazionali
- Prima Divisione: 1

Perugia: 1931-1932
- Serie B: 1

Perugia: 1933-1934 (girone B)